# Nadejda Sokhanskaïa
Nadejda Stepanovna Sokhanskaïa (en russe : Надежда Степановна Соханская), connue sous le pseudonyme de Kokhanovskaïa (Кохановская), est une écrivaine russe née le 17 février 1823 (1er mars dans le calendrier grégorien) et morte le 3 décembre 1884 (15 décembre dans le calendrier grégorien).